# سام سوادکوهی‌فر
سام سوادکوهی فر از اعضای حقوقدانان شورای نگهبان است که در تیر ماه سال ۱۳۹۲ با رای مجلس شورای اسلامی به این سمت انتخاب شد. وی دارای مدرک دکترای حقوق از دانشگاه فرانسه و هم اکنون، رئیس شعبه سیزدهم دیوان عالی کشور ایران است.

## سوابق
سام سوادکوهی فر از سال ۱۳۶۱ در سمت دادیار در دادگستری استان‌های مازندران، گیلان، خوزستان، آذربایجان شرقی و غربی فعالیت داشته و در سال ۶۹، حدود دو سال سرپرست دادسرای شمیران در تهران بوده‌است. سوادکوهی در سال ۷۴ رئیس دادگستری اسلامشهر شد و از سال ۱۳۷۴ تا۱۳۷۷ معاون دادگستری تهران و از سال ۱۳۷۷ تا ۱۳۷۹ مدیرکل تدوین لوایح و مقررات وزارت دادگستری بوده‌است. وی همچنین از سال ۱۳۷۵ تاکنون عضو هیئت علمی دانشگاه آزاد اسلامی بوده و به عنوان استادیار در این دانشگاه و در رشته حقوق به صورت پاره وقت تدریس می‌کند. او از سال ۱۳۷۹ به عنوان دادیار و سپس عضو معاون و مستشار در شعب دیوان عالی کشور به فعالیت پرداخته و اینک رئیس شعبه سیزدهم دیوان مزبور است.

## عضویت شورای نگهبان
در ۲۳ تیرماه سال ۹۲، سام سوادکوهی  با ۱۴۷ رای، به همراه نجات‌الله ابراهیمیان با ۱۳۰ رای و محسن اسماعیلی عضو فعلی حقوقدان شورای نگهبان با ۲۳۷ رای از مجموع ۲۶۰ آرای ماخوذه به عنوان حقوقدانان شورای نگهبان از سوی مجلس  برای فعالیت ۶ ساله انتخاب شدند.
نیمی از اعضای شورای نگهبان هر ۳ سال یکبار عوض می‌شوند و عباسعلی کدخدایی که سابقه حضور ۱۲ ساله در شورای نگهبان به عنوان حقوقدان داشت تنها با اختلاف یک رای در انتخابات دور ششم شورای نگهبان ناکام ماند.